# 师俭堂
师俭堂，位于江苏省苏州市吴江区震泽镇，是重要的江南大宅民居。

## 历史
师俭堂是震泽徐氏家族的祖产，徐氏为震泽大族。“师俭”意为以俭为师。师俭堂占地2500平方米，阔五间，深六进，有住宅、商铺、街道、花园、河埠等诸多功能。第一进沿河为大顺米行，作起卸粮谷之用。第二进为商铺，曾开有帽店、烟纸店等。第二进第三进之间被震泽的宝塔街所穿过，将其作为天井使用，两侧开有券门，允许镇民行走。第四进后为正厅，五六进都是楼房，上下环通，做内宅之用。东侧有花园，名为“鉏经园”，语出《汉书·儿宽传》，面积很小，形状不规则，布置有游廊、假山、半亭等，为一袖珍花园。现为全国重点文物保护单位。